# مللينغتون (تشيشير)
مللينغتون (بالإنجليزية: Mollington, Cheshire)‏ هي قرية و أبرشية مدنية تقع في المملكة المتحدة في إنجلترا. يقدر عدد سكانها بـ 663 نسمة .